# Hermina-kápolna
A Hermina-kápolna Zugló legrégibb szakrális épülete. József nádor fiatalon meghalt leánya, Hermina Amália főhercegnő tiszteletére építette. Hermina apáca volt, aki egy prágai kolostor főapátnőjeként fiatalon hunyt el. A főhercegnő jótékonyságáról volt közismert. A kápolna alapkövét 1842-ben rakták le, építését 1843-ban kezdték meg, de az építkezés az 1848-49-es szabadságharc miatt sokáig elhúzódott. Így az épületet csak 1856. szeptember 8-án szentelte fel Scitovszky János esztergomi érsek. A felszenteléskor Liszt Ferenc vezényelte a férfikórust.

## Fekvése
Címe: Budapest, XIV., Hermina út 23.
Zugló Herminamező nevű városrészében, a Városliget keleti részén, a Közlekedési Múzeum egykori épületével szemben található.

## Története
A főhercegnő halála után 1842-ben a pesti polgárok Tomola Ferdinánd műlapkereskedő által szervezett közadakozásából rendelkezésre állt akkora összeg, amelyből lehetővé vált, hogy a város Hild József tervei alapján 1842-ben megkezdhesse az emlékkápolna megépíttetését. Az alapkövet 1842. október 10-én rakták le azon a telken, amelyet a Heinrich-fivérek adományoztak az építkezés céljára. A kivitelezésben közreműködött Zitterbarth Nepomuki János kőfaragómester, az oltárkép festője Novotny János volt, a harangot Schaudt András öntötte, közreműködött továbbá Mauer Károly gipszszobrász és Szabó István asztalos. Kuhinka Ferenc vasgyára szállította a vaskorlátokat. A falak dekorációs festését Wnedlandt János végezte, míg a színes üvegablakok Krausz Jánosnál készültek. A belső tér díszítésére Johann Meixner bécsi szobrász készített hat szobrot.

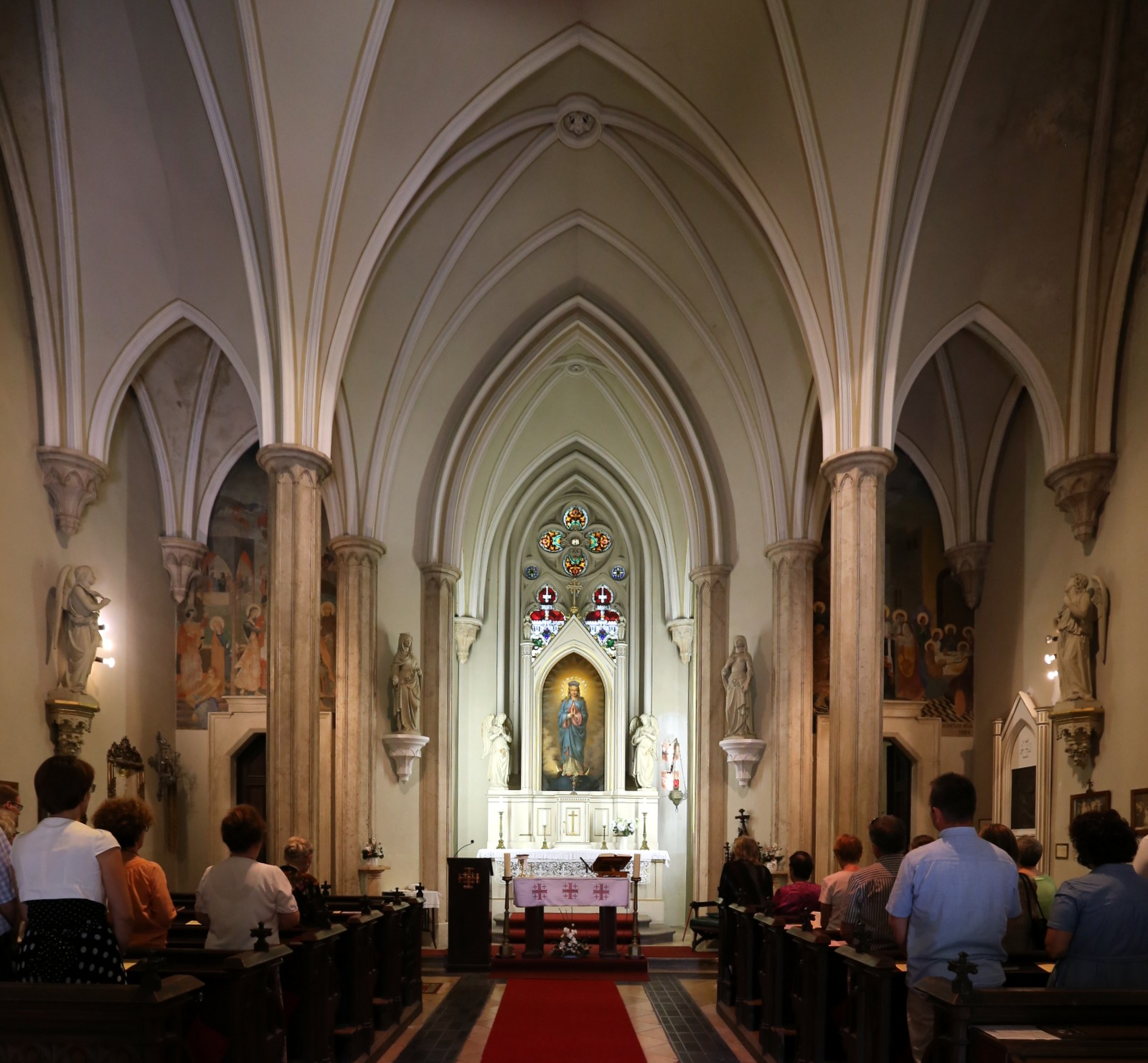

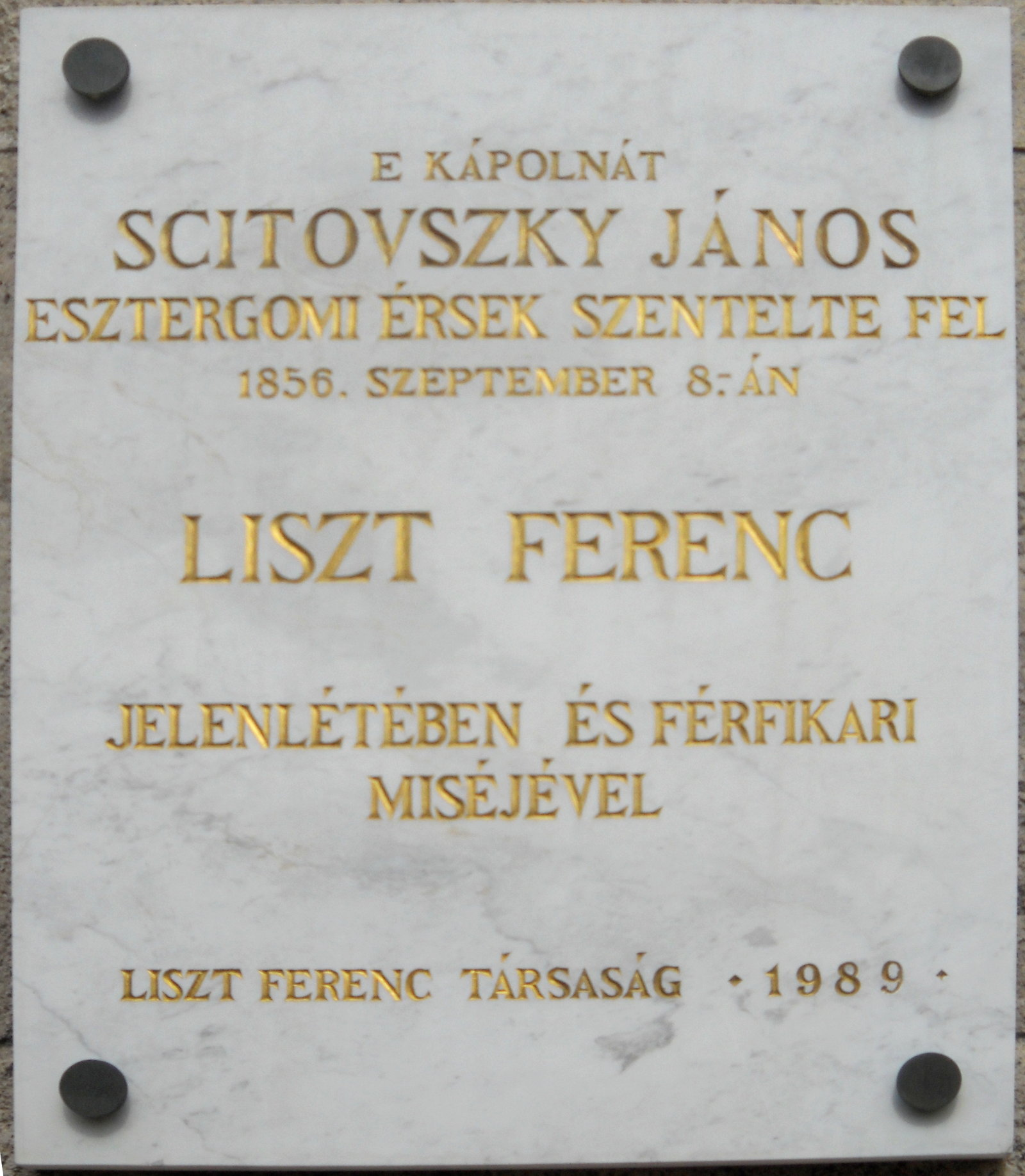
Liszt Ferenc egyik emléktáblája a Hermina út 23. alatt

## Az épület stílusjegyei
Az épület romantikus stílusban épült, számos neogótikus elem felhasználásával.
A háromhajós kápolna zártfalú, nyeregtetejű, kőből faragott épület, falait sarokpillérek fogják össze. Eresz fölötti fedelét áttört művű galériakorlát szegélyezi, mérműves mellvéddel. Homlokzatának hangsúlyát a gótikus kőkeretbe foglalt csúcsíves – fölülvilágítós – háromajtós kapu adja. A homlokzat síkjait – kétoldalt a tetőn felül nyíló – fapillérek szegélyezik. A homlokzat fölött négyzet alapú zömök tornyocska áll, melynek mindegyik oldalán kettős csúcsíves, zsalus ablak látható. Az oldalhomlokzatok közepén csúcsíves ablakok vannak. A főhajó háromszakaszos kereszthajóba torkollik, és a szentéllyel zárul. A mellékhajók kis oratóriumokban (oldalfülkékben) végződnek, amelyek közül az egyik sekrestyéül, a másik pedig oltárfülkéül szolgál. Az előcsarnok fölé orgonakórust, a bejárati lépcsősor alá pedig alsó kápolnát építettek, hogy az épület magasságát fokozzák.

## Emléktábla
A kápolna ajtaja mellett 1989-ben Liszt Ferenc emléktábláját helyezték el az alábbi felirattal:
„E kápolna Scitovszky János esztergomi érsek szentelte fel 1856. szeptember 8-án, Liszt Ferenc jelenlétében és férfikari miséjével. Liszt Ferenc társaság, 1989.”